# Robert Loggia
Salvatore Loggia, dit Robert Loggia, né le 3 janvier 1930 à Staten Island, près de New York, et mort le 4 décembre 2015 à Los Angeles, est un acteur et réalisateur américain.

## Biographie

### Enfance et débuts
Salvatore Loggia est né le 3 janvier 1930 à Staten Island, près de New York. Il est d'origine italienne.

### Parcours
Il est connu pour avoir joué dans Scarface de Brian De Palma, Psychose 2 de Richard Franklin, Independence Day de Roland Emmerich, ou encore dans la saison 5 de la série Les Soprano. Il est nommé à l'Oscar du meilleur second rôle pour À double tranchant. 

### Décès
Il meurt à 85 ans des suites de la maladie d'Alzheimer, le 4 décembre 2015 à Los Angeles, après une dernière apparition dans Independence Day: Resurgence.

## Filmographie

### Comme acteur

#### Au cinéma

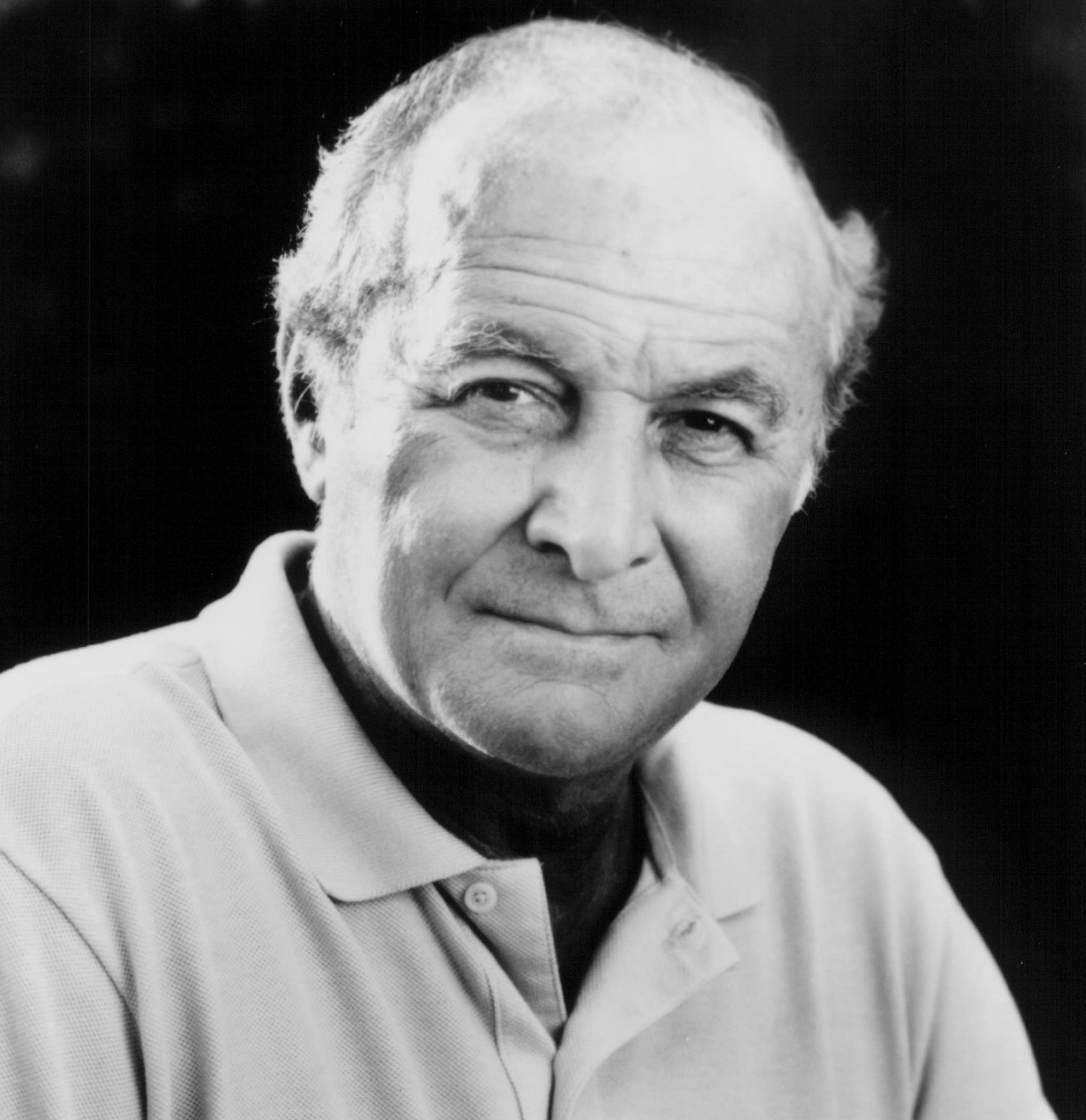
Robert Loggia en 2013.

##### Années 1950
- 1956 : Marqué par la haine (Somebody Up There Likes Me) de Robert Wise : Frankie Peppo
- 1957 : Racket dans la couture (The Garment Jungle) de Robert Aldrich : Tulio Renata
- 1958 : Un tueur se promène (Cop Hater) de William Berke : l'inspecteur Steve Carelli
- 1958 : The Lost Missile (en) de Lester Wm. Berke : le Dr David Loring

##### Années 1960
- 1962 : Elfego Baca: Six Gun Law de Christian Nyby : Elfego Baca
- 1963 : Les Ranchers du Wyoming (Cattle King) de Tay Garnett : Johnny Quatro
- 1965 : La Plus Grande Histoire jamais contée (The Greatest Story Ever Told) de David Lean et Jean Negulesco : Joseph
- 1966 : The Three Sisters de Paul Bogart : Solyony
- 1969 : Che ! de Richard Fleischer : Faustino Morales

##### Années 1970
- 1974 : Les Deux Missionnaires (Porgi l'altra guancia) : Marches Gonzaga
- 1977 : First Love (en) de Joan Darling : John March
- 1977 : La Folle cavale (en) (Speedtrap) d'Earl Bellamy : Spillano
- 1978 : La Malédiction de la Panthère rose (Revenge of the Pink Panther) de Blake Edwards : Al Marchione
- 1979 : Pied plat sur le Nil (Piedone d'Egitto) de Steno : Barns

##### Années 1980
- 1980 : La Neuvième Configuration (The Ninth Configuration) de William Peter Blatty : le lieutenant Bennish
- 1981 : S.O.B. de Blake Edwards : Herb Maskowitz
- 1982 : Officier et Gentleman (An Officer and a Gentleman) de Taylor Hackford  : Byron Mayo
- 1982 : À la recherche de la Panthère rose (Trail of the Pink Panther) de Blake Edwards : Bruno Langois
- 1983 : Psychose 2 (Psycho II) de Richard Franklin : le Dr Bill Raymond
- 1983 : L'Héritier de la Panthère rose (Curse of the Pink Panther) de Blake Edwards : Bruno Langois
- 1983 : Scarface de Brian De Palma : Frank Lopez
- 1984 : Overnight Sensation de Jon Bloom : George Peregrine (court-métrage)
- 1985 : L'Honneur des Prizzi (Prizzi's Honor) de Richard Condon : Eduardo Prizzi
- 1985 : À double tranchant (Jagged Edge) de Richard Marquand : Sam Ransom
- 1986 : Armé et Dangereux (Armed and Dangerous) de Mark L. Lester : Michael Carlino
- 1986 : That's Life! de Blake Edwards : le père Baragone
- 1987 : Over the Top : Le Bras de fer (Over the Top) de Menahem Golan : Jason Cutler
- 1987 : À la poursuite de Lori (Hot Pursuit) de Steven Lisberger : « Mac » MacClaren
- 1987 : Les Envoûtés (The Believers) de John Schlesinger : le lieutenant Sean McTaggert
- 1987 : Gaby (Gaby: A True Story) de Luis Mandoki : Michel
- 1987 : Cheeseburger film sandwich (Amazon Women on the Moon) de  John Landis, Joe Dante, Carl Gottlieb, Peter Horton et Robert K. Weiss : le général McCormick (segment The Unknown Soldier, coupé de la version sortie au cinéma)
- 1988 : Big de Penny Marshall : MacMillan
- 1988 : Oliver et Compagnie (Oliver & Company) de George Scribner : Sykes (voix)
- 1989 : Psycho Killer (Relentless) de William Lustig : Bill Malloy
- 1989 : Triumph of the Spirit de Robert Milton Young : Poppa

##### Années 1990
- 1990 : Dans les pompes d'un autre (Opportunity Knocks) de Donald Petrie : Milt Malkin
- 1991 : La Chanteuse et le Milliardaire (The Marrying Man) de Jerry Rees : Lew Horner
- 1991 : L'Équipe des casse-gueule (en) (Necessary Roughness) de Stan Dragoti : le coach Wally Rig
- 1992 : Gladiator de Rowdy Herrington : Pappy Jack
- 1992 : Innocent Blood de John Landis : Sallie « The Shark » Macelli
- 1994 : The Last Tattoo de John Reid : le commandant Conrad Dart
- 1994 : Belles de l'Ouest (Bad Girls) de Jonathan Kaplan : Frank Jarrett
- 1994 : Les Complices (I Love Trouble) de Charles Shyer : Matt, éditeur du Chicago Chronicle
- 1995 : Coldblooded de Wallace Wolodarsky : Gordon
- 1995 : L'Homme au pistolet (Man with a Gun) de David Wyles : Philip Marquand
- 1996 : Independence Day de Roland Emmerich : le général William Grey
- 1997 : Lost Highway de David Lynch : M. Eddy / Dick Laurent
- 1997 : Smilla (Smilla's Sense of Snow) de Bille August : Moritz Jasperson
- 1998 : Éveil à la vie (Wide Awake) de M. Night Shyamalan : le grand-père
- 1998 : La Proposition (The Proposition) de Lesli Linka Glatter : Hannibal Thurman
- 1998 : Mister G. (Holy Man) de  Stephen Herek : John McBainbridge
- 1999 : The Suburbans de Donal Lardner Ward : Jules
- 1999 : Flypaper de Klaus Hoch : Marvin

##### Années 2000
- 2000 : American Virgin de  Jean-Pierre Marois : Ronny Bartalotti
- 2000 : Droit au cœur (Return to Me) de Bonnie Hunt : Angelo Pardipillo
- 2001 : All Over Again de Noah Knox Marshall : Zack
- 2001 : Tequila rapido (The Shipment) d'Alex Wright : Frank Colucci
- 2005 : Le Deal (The Deal) de Salvatore Loggia : Jared Tolson
- 2006 : Funny Money de Leslie Greif : Feldman
- 2006 : Forget About It (en) de BJ Davis : Carl Campobasso

##### Années 2010
- 2012 : Tim et Eric, le film qui valait un milliard (Tim and Eric's Billion Dollar Movie) de Tim Heidecker et Eric Wareheim : Tommy Schlaaang
- 2016 : Independence Day: Resurgence de Roland Emmerich : le général William Grey

#### À la télévision
- 1958 : Elfego Baca (la série télé)
- 1960 : Strindberg on Love : Jean ('Miss Julie')
- 1961 : Les Incorruptibles saison 3 épisode 17 : "La Relève" (Mr Mikon)
- 1965 : Combat ! (Combat!) saison 3 épisode 26 "The Tree of Mornay" Étienne
- 1965 et 1967 : Les Mystères de l'Ouest (The Wild Wild West), de Michael Garrison (série)
  - La Nuit de la Mort Subite (The Night of sudden Death), Saison 1 épisode 4, de William Witney (1965) : Warren Trevor
  - La Nuit de la Conspiration (The Night of the Assassin), Saison 3 épisode 3, de Alan Crosland Jr. (1967) : Colonel Arsenio "Arsenic" Barbosa
- 1966 : T.H.E. Cat (série) : Thomas Hewitt Edward Cat
- 1972 : The Secret Storm (série) : Frank Carver #3
- 1973 : C'est déjà demain ("Search for Tomorrow") (série) : Dr Tony Vincente #3
- 1975 : Starsky et Hutch (serie) saison 1, épisode 4 (The Fix) : Ben Forrest
- 1976 : Mallory: Circumstantial Evidence : Angelo Rondello
- 1976 : Columbo : Tout n'est qu'illusion (Now You See Him) : Harry Blandford
- 1976 : Street Killing : Louis Spillane
- 1976 : Scott Free : James Donaldson
- 1976 : Arthur Hailey's the Moneychangers (feuilleton) : Tony Bear
- 1977 : Raid sur Entebbe (Raid on Entebbe) : Yigal Allon
- 1979 : No Other Love : David Michael
- 1980 : Casino : Karl Hauptman
- 1981 : Magnum : "La bulle"
- 1982 : Une femme nommée Golda (A Woman Called Golda) : Anwar Sadat
- 1982 : La Petite Maison dans la prairie (The House on the Prairie) (Série) saison 9, épisode 4 (Rage (Rage) ) : Thomas Stark
- 1983 : Scandales à l'Amirauté (Emerald Point N.A.S.) (série) : Adm. Yuri Bukharin
- 1984 : A Touch of Scandal : Paul Avakian
- 1985 : Droit de vengeance (Streets of Justice) : Det. Christopher Ryan
- 1987 : Conspiracy: The Trial of the Chicago 8 : William M. Kunstler
- 1987 : L'Emprise du mal (Echoes in the Darkness) : Jay Smith
- 1988 : La Ciociara
- 1988 : Intrigue : Higbe
- 1988 : Favorite Son (en) (feuilleton) : Nick Mancuso
- 1989 : Dream Breakers : Joseph 'Joe' O'Connor
- 1989 : Nick Mancuso, les dossiers secrets du FBI ("Mancuso, FBI") (série) : Nick Mancuso
- 1991 : Merry Christmas Baby
- 1992 : Le Triomphe de la vérité (Afterburn) : Leo Morrone
- 1993 : Wild Palms ("Wild Palms") (feuilleton) : Sen. Anton Kreutzer
- 1993 : Lifepod : Director Banks
- 1993 : Nurses on the Line: The Crash of Flight 7 : Dr Daniel Perrin
- 1993 : Mercy Mission: The Rescue of Flight 771 : Gordon Vette
- 1994 : White Mile : Nick Karas
- 1994 : Picture Windows (feuilleton) : Merce (Épisode: "Armed Response")
- 1995 : Jake Lassiter: Justice on the Bayou : Dr Charlie Riggs
- 1995 : Entre l'amour et l'honneur (Between Love & Honor) : Carlo Gambino
- 1994 : Picture Windows (feuilleton) : Merce (Épisode: "Armed Response")
- 1995 : Jake Lassiter: Justice on the Bayou : Dr Charlie Riggs
- 1995 : Entre l'amour et l'honneur (Between Love & Honor) : Carlo Gambino
- 1994 : Picture Windows (feuilleton) : Merce (Épisode: "Armed Response")
- 1995 : Jake Lassiter: Justice on the Bayou : Dr Charlie Riggs
- 1995 : Entre l'amour et l'honneur (Between Love & Honor) : Carlo Gambino
- 1996 : The Right to Remain Silent : Lt. Mike Brosloe
- 1996 : Jury en otage (Mistrial) : Captain Lou Unger
- 1996 : Destination inconnue (Pandora's Clock) : CIA Director Jonathan Roth
- 1997 : The Don's Analyst : Don Vito Leoni
- 1997 : Joe Torre: Curveballs Along the Way : Frank Torre
- 1998 : Hard Time : Connie Martin
- 1999 : Jeanne d'Arc (Joan of Arc) : Père Monet
- 1999 : Bonanno: A Godfather's Story : Don Ciccio
- 2000 : Malcolm : le grand-père de Malcolm
- 2001 : Les Enjeux d'un père (Dodson's Journey) : Opti
- 2003 : Queens Supreme (série) : Judge Thomas O'Neill
- 2004 : Les Soprano (série) : "Feech La Mana"
- 2008 : Monk (série) - Saison 7, épisode 4 : Louie Flynn
- 2010 : Hawaii 5-O (série) - Saison 1, épisode 7 : Ed McKay
- 2012 : The Diary of Preston Plummer
- 2012 : Apostle Peter and the Last Supper

#### Jeux vidéo
- 1999 : Freespace 2 : la voix de l'amiral Petrarch
- 2001 : Grand Theft Auto III : la voix de Ray Machowski

### Comme réalisateur
- 1976 : Quincy (Quincy M.E.) (série)
- 1979 : Pour l'amour du risque (Hart to Hart) (série)

## Voix françaises

### En France
Jack Lang

### Au Québec
Luc Levesque